# Hansselet
Hansselet är en sjö i Strömsunds kommun i Jämtland och ingår i Ångermanälvens huvudavrinningsområde. Sjön har en area på 0,834 kvadratkilometer och ligger 388,2 meter över havet. Sjön avvattnas av vattendraget Sjoutälven.

## Delavrinningsområde
Hansselet ingår i det delavrinningsområde (715798-147503) som SMHI kallar för Utloppet av Hansselet. Medelhöjden är 436 meter över havet och ytan är 4,14 kvadratkilometer. Räknas de 156 avrinningsområdena uppströms in blir den ackumulerade arean 729,36 kvadratkilometer. Sjoutälven som avvattnar avrinningsområdet har biflödesordning 3, vilket innebär att vattnet flödar genom totalt 3 vattendrag innan det når havet efter 255 kilometer. Avrinningsområdet består mestadels av skog (80 procent). Avrinningsområdet har 0,84 kvadratkilometer vattenytor vilket ger det en sjöprocent på 20,2 procent.